# George M. Darrow
George McMillan Darrow (* 2. Februar 1889 in Springfield (Vermont); † 9. Juni 1983 in Maryland) war ein US-amerikanischer Pomologe und Spezialist für Erdbeeren und deren Kultur. Er arbeitete 46 Jahre lang als Pomologe beim Agricultural Research Service (ARS) des Landwirtschaftsministeriums der Vereinigten Staaten (United States Department of Agriculture, USDA), für das er neue Beerensorten züchtete. Er ist der Mitentdecker der Boysenbeere.

## Leben und beruflicher Werdegang
Darrow wurde am 2. Februar 1889 auf einer Milchviehfarm in Springfield, Vermont geboren. Er besuchte das Middlebury College, das er im Jahr 1910 mit dem Bachelor abschloss. Anschließend studierte er Gartenbau an der Cornell University, New York und schloss 1911 mit dem Master of Arts ab. Am 1. Juli 1911 trat er eine Stelle als Wissenschaftlicher Assistent für Obstbau am Landwirtschaftsministerium der Vereinigten Staaten (United States Department of Agriculture, USDA) an, wo er sich zunächst mit Versuchen zu Transport, Verarbeitung, Lagerung und Kühlung von Süßkirschen, Loganbeeren und Pflaumen befasste.
Ab 1912 arbeitete er in einem vierjährigen Forschungsprojekt in den Bundesstaaten Tennessee, Kentucky und West Virginia, wo er die Obstanbauregionen kartierte und die Obstsorten der einzelnen Staaten beschrieb. Ab 1916 begann er mit Studien zum Anbau und zur Sortenkunde bei Beeren.
In den Jahren 1918 und 1919 leistete er Militärdienst als Krankenhaus-Sergeant in Fort McPherson in East Point (Georgia). Im Jahr 1919 heiratete er Grace Chapman (1890–1977), mit der er 6 Kinder bekam.
Nach der Beendigung des Wehrdienstes nahm er ab 1919 die Studien zur Beerenzucht wieder aufnahm und begann im Winter 1920 mit ersten Kreuzungsversuchen mit Erdbeeren. Im Frühjahr 1920 begann er, mit Walter Van Fleet zusammenzuarbeiten, der im Erprobungsgarten des USDA in Glenn Dale (Maryland) Züchtungen von Erdbeer- und Himbeersorten selektierte. Nach Van Fleets Tod im Jahr 1922 setzte er dessen Arbeiten fort und wurde 1928 Leiter des Bereichs Beerenzüchtung.
Als erste von 24 Beerenzüchtungen führte er 1929 die Erdbeersorte Blakemore in den Markt ein.
1927 verlieh ihm die Johns Hopkins University in Baltimore einen Ph.D. für Pflanzenphysiologie und -genetik.
Während er zunächst in Glen Dale und später in Beltsville (Maryland) arbeitete, begann er in den späten 1920er-Jahren, in Oregon ein Züchtungsprogramm für Beerenobst aufzubauen. Er erlangte vor allem als Experte für die Kultur und Züchtung von Erdbeeren große Bekanntheit, beschäftigte sich aber auch mit der Züchtung von Brombeeren, Himbeeren und Blaubeeren.
In den Jahren 1956 und 1957 unternahm Darrow eine Reise in die südamerikanischen Anden, wo er autochthone Erdbeeren sammelte.
In seiner 46-jährigen Dienstzeit veröffentlichte Darrow mehr als 230 Publikationen, bevor er 1957 in den Ruhestand eintrat. Nach seiner Pensionierung war er weiter als Berater für das Landwirtschaftsministerium tätig und arbeitete an dem Buch The Strawberry: History, Breeding and Physiology, dass im Jahr 1966 veröffentlicht wurde.
Darrow züchtete mit großer Leidenschaft Taglilien und begann nach seiner Pensionierung auf seiner Farm Olallie in Maryland eine Taglilien-Sammlung aufzubauen. Er ist der Züchter von mehr als 50 registrierten Taglilien-Hybriden, darunter die Sorte 'Olallie George Darrow' (1978). Im Jahr 1979 wurden von seinem Sohn Dan Ableger der Taglilienpflanzen auf dessen Farm in Vermont (Olallie Farm North) gebracht, um dort das Werk des Vaters fortzusetzen.
Darrow starb 1983 in Maryland. Seine zahlreichen Aufzeichnungen, Fotografien und Manuskripte vermachte er der National Agricultural Library des Landwirtschaftsministeriums der Vereinigten Staaten, wo sie Bestandteil der Special Collections sind.

## Entdeckung der Boysenbeere

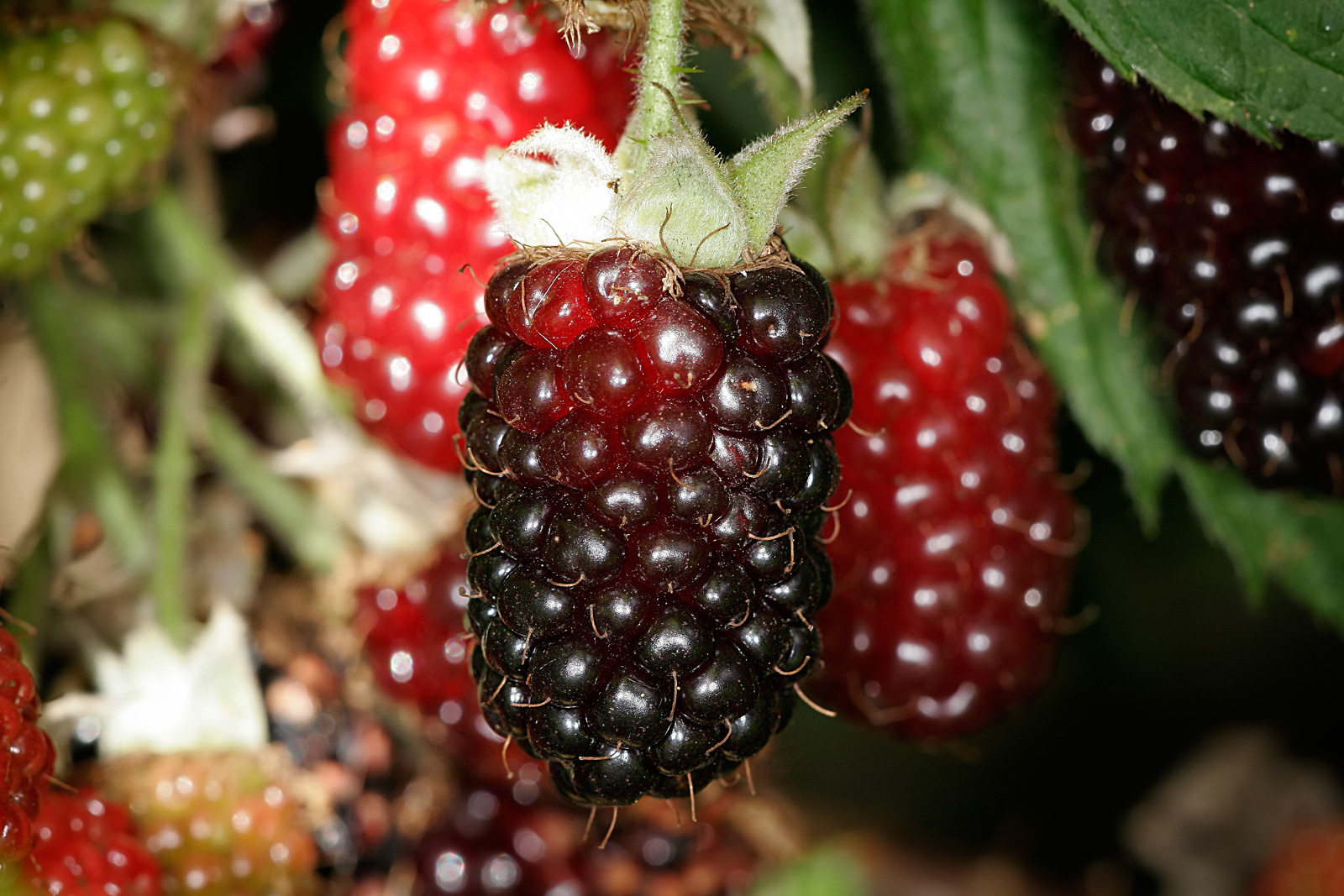
Boysenbeere

In den späten 1920er-Jahren kamen Darrow Berichte über eine große, rot-violette Beere zu Ohren, die ein Gärtner namens Rudolph Boysen auf seiner Farm in Napa in Nordkalifornien aus einer Kreuzung zwischen Brombeere und Loganbeere gezüchtet hatte. Zusammen mit dem südkalifornischen Beerenexperten und Farmer Walter Knott begann er, nach der Beere zu recherchieren.
Darrow und Knott fanden heraus, dass Boysen seine Farm nach einem Unfall aufgegeben und verkauft hatte. Sie suchten auf dem brachliegenden Farmgelände und fanden dort noch einige von Unkraut überwucherte Ranken, die sie ausgruben und auf Knotts Farm in Buena Park, Kalifornien, anpflanzten und vermehrten. Darrow und Knott benannten die Beere zu Ehren ihres Züchters als Boysenbeere.

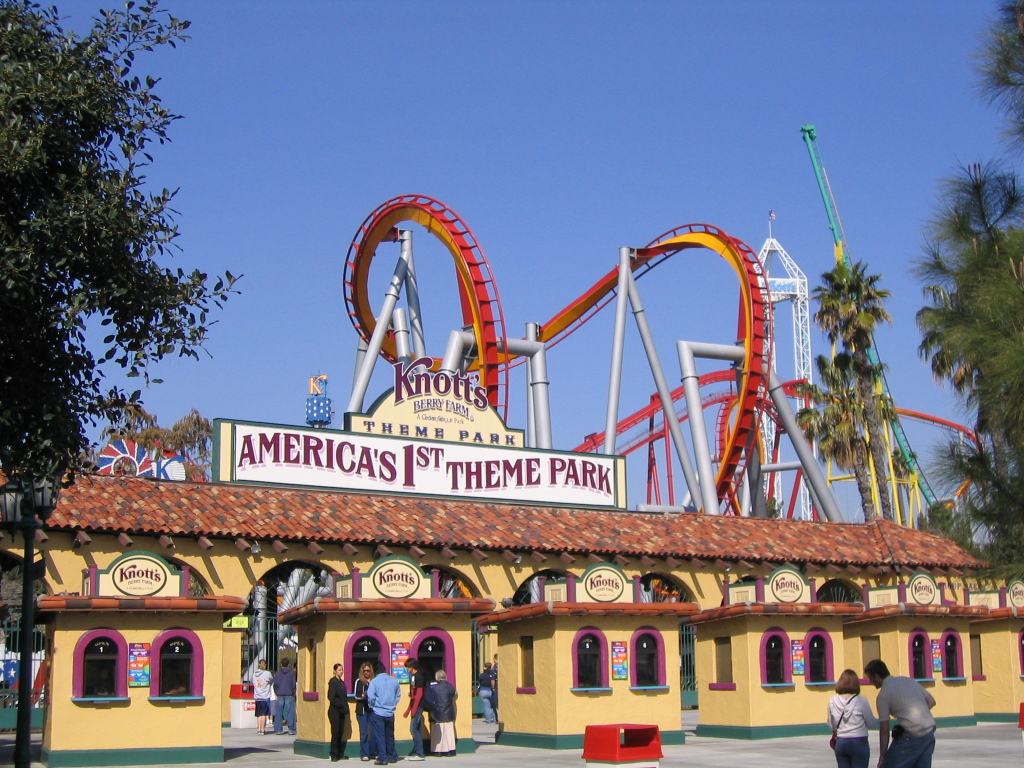
Eingang zum Freizeitpark Knotts Berry Farm

Walter Knott war der erste Farmer, der Boysenbeeren kommerziell kultivierte und vermarktete. Auf seiner Farm betrieb Knott einen Straßenstand, an dem er Beeren verkaufte. Seine Frau Cordelia begann ab 1934, neben den Beeren auch Boysenbeeren-Kuchen und gebratene Hähnchen zu verkaufen, woraus sich mit der Zeit ein Restaurantbetrieb entwickelte. Als das Restaurant so gut lief, dass es manchmal zu stundenlangen Wartezeiten kam, baute Knott ab 1940 eine Geisterstadt zur Unterhaltung der Gäste auf. 1968 wurde die Farm, auf der nach und nach weitere Attraktionen entstanden, eingezäunt und verlangte Eintritt. Walter Knotts Beerenfarm entwickelte sich schließlich zu dem Freizeitpark Knott’s Berry Farm.

## Auszeichnungen und Ehrungen
- Für seine Arbeiten zu Beerenfrüchten verlieh ihm 1948 die American Pomological Society die nach ihrem Gründer Marshall Pinckney Wilder benannte Wilder Medal.

- 1954 verlieh ihm die USDA den Distinguished Service Award für seine Verdienste im Bereich der Züchtung und Verbesserung von Beerensorten.

- Die Brombeersorte Darrow, die 1946 von der New York State Fruit Testing Cooperative Association gezüchtet wurde, wurde 1956 zu Ehren von George Darrow benannt.[4]

- Im Jahr 1963 wurde George Darrow die Ehrendoktorwürde der University of North Carolina verliehen.

- 1968 wurde ihm der Liberty Hyde Bailey Award der American Society for Horticultural Science (ASHS), 1993 wurde er als achtes Mitglied in die ASHS Hall of Fame aufgenommen.[5]

- Eine durch S.Y. Hu auf den russischen Insel Sachalin gefundene Taglilie wurde 1969 zu Ehren von George Darrow Hemerocallis darrowiana benannt.[6] Die Art gilt heute als verschollen.

## Veröffentlichungen

### Bücher
- Strawberry Varieties and Species to Duration of the Daily Light Period. USDA Technical Bulletin Nr. 453, 1931

- The Strawberry: History, Breeding and Physiology. Holt, Rinehart and Winston, New York 1966

### Fachartikel
- G.M. Darrow, A. E. Longley: Cytological Studies of Diploid and Polyploid Forms in Raspberries. In: Journal of Agricultural Research. 1924, S. 737–748.

- G.M. Darrow: Sterility and Fertility in the Strawberry. In: Journal of Agricultural Research. 1927, S. 393–411.

- G.M. Darrow: Experimental Studies on the Growth and Development of Strawberry Plants. In: Journal of Agricultural Research. 1930, S. 307–325.

- G.M. Darrow, A. E. Longley: Cytology and Breeding of Rubus macropetalus, the Logan, and Related Blackberries. In: Journal of Agricultural Research. 1933, S. 315–330.